# بانايوتيس باراسكيفوبولوس
بانايوتيس باراسكيفوبولوس (1875 – 8 يوليو 1956) طبيب ورياضي يوناني، حاصل على الميدالية الفضية في رمي القرص في الألعاب الأولمبية الصيفية 1896 في أثينا، وشارك في الألعاب الأولمبية الصيفية 1900 التي أقيمت في باريس.

## روابط خارجية
- بانايوتيس باراسكيفوبولوس في اللجنة الأولمبية الدولية
- بانايوتيس باراسكيفوبولوس في موقع أوليمبيديا